# Monte Halcon
O monte Halcon (em tagalo:  Bundok Halcon) é montanha mais alta da ilha Mindoro, nas Filipinas, com 2586 m de altitude. É considerada muito difícil de escalar.
As suas encostas são habitat de numerosas espécies endémicas, muitas das quais ameaçadas, como a ave Gallicolumba platenae ou o inseto Conlephasma enigma.
O monte Halcon foi sugerido como local onde se encontraria um soldado japonês irredutível no pós-Segunda Guerra Mundial, já que a  Agência France-Presse relatou em abril de 1980 que o capitão Fumio Nakahara se esconderia na área. Uma equipa de busca chefiada pelo seu companheiro de armas Isao Mayazawa terá descoberto o seu esconderijo. Porém, não há provas de que um soldado japonês sobrevivente tenha ali estado.